# Marije Zuurveld
Marije Zuurveld (sinh ngày 15 tháng 6 năm 1998) là một nữ diễn viên và YouTuber người Hà Lan.

## Tiểu sử
Zuurveld đã giành được Giải thưởng VEED với tư cách là YouTuber nữ xuất sắc nhất năm 2018 và 2019. Cô ấy huấn luyện những người dùng YouTube trẻ tuổi trong chương trình De Viral Factory trên Nickelodeon.
Năm 2018, cô đóng vai Femke trong sê-ri internet De slut van 6vwo. Cùng năm đó, cô ấy tham gia dự án YouTube 'Challenges cup', trong đó một số YouTuber cạnh tranh vì mục đích chính đáng, cuối cùng Quinty Misiedjan đã giành được từ kênh Quinsding cho tổ chức từ thiện War Child.
Năm 2019, Zuurveld xuất hiện với tư cách là người dẫn chương trình trên kênh YouTube Concentrate. Zuurveld cũng được nhìn thấy cùng năm đó trong Vrienden van Lingo, nơi cô thành lập một đội với Michella Kox.
Năm 2020, Zuurveld giành chiến thắng trong mùa thứ ba của The Big Escape.
Kể từ năm 2020, cô ấy đã tham gia mỗi ngày làm việc trong chương trình AVROTROS De Faker cho NPO Zapp, trong đó một đội nam thi đấu với một đội nữ với Stephanie van Eer và Shelly Sterk. Một người tham gia một gia đình trong một ngày và đặt câu hỏi để vạch trần thành viên không có thật trong gia đình (kẻ giả mạo).
Vào năm 2021, cô ấy đã tham gia chương trình KRO-NCRV Hands-up, một trận chiến giữa bộ đôi người khiếm thính và người khiếm thính, những người phải sử dụng Ngôn ngữ ký hiệu của Hà Lan tốt nhất có thể, được trình bày bởi Irma Sluis và Igmar Felicia.
Vào năm 2021, Zuurveld đã phát hành ba bộ sưu tập hợp tác với thương hiệu quần áo Na-kd.
Vào năm 2022, Zuurveld sẽ tham gia mùa thứ bảy của Legends of Gaming NL. Cùng năm, Zuurveld tham gia chương trình truyền hình Waku Waku.

## Đóng phim

### TV
| Năm  | Chức vụ                                      | Vai diễn    | Ghi chú        |
| ---- | -------------------------------------------- | ----------- | -------------- |
| 2018 | De slet van 6vwo                             | Femke       | Vai khách mời  |
| 2019 | De club van lelijke kinderen: De staatsgreep | Nima        | Vai trò hỗ trợ |
| 2020 | The Big Escape                               | Chính cô ấy | Chiến thắng    |

### Phim ảnh
| Năm  | Chức vụ                      | Vai diễn | Ghi chú       |
| ---- | ---------------------------- | -------- | ------------- |
| 2018 | First kiss                   | Bobby    | Vai khách mời |
| 2019 | De club van lelijke kinderen | Nima     | Khách mời     |
| 2019 | House of No Limits           | Marije   |               |